# 木材・合板博物館
木材・合板博物館（もくざい・ごうはんはくぶつかん）は、東京都江東区新木場に存在する木材と合板に関する資料を収集、展示する施設。新木場タワー3F、4Fに入居しており、公益財団法人PHOENIXが運営する。2015年10月までは、特定非営利活動法人木材・合板博物館が運営していた。

## 概要
日本において合板が製造され100年目にあたる2007年10月、木材と縁の深い新木場に開館した。木材や合板の特性、利用方法や製造方法、木材と合板の未来といったコンセプトからなる展示が行われている。利用されている木材の見本や合板を製造する機械も多数展示されており、特に合板を製造するために木材をかつらむきする機械であるロータリーレースのデモならびに展示は日本唯一。

## 展示内容
３階展示室
- 森の姿と樹種いろいろ
- 木のこといろいろ
- 木材利用と地球環境
- 合板を知ろう
- 木のまちの今と昔

４階コーナー
- シアタールーム
- 木育コーナー
- ものづくりコーナー
- 学びコーナー
- ギャラリー
- ミュージアムショップ

## 活動内容
- ワークショップ
  - いつでも工作体験(随時)
  - 夏休みの木工教室
  - 1コイン工作教室
- 江東区内各種イベントへの工作教室出店
- 無料セミナー（毎月1回開催）
- 業界人向け講習会「ウッドマスター（初級）」「ウッドマスター（中級）」
- 「木と合板」写真コンテスト
- 博物館情報誌「PLY」（季刊）の発行
- また、公益財団法人PHOENIXとして
  - 研究助成事業
  - 奨学・育英事業
  - 「全国合板1枚作品コンペ」ならびに「合板の日（11月3日）」記念式典の共同主催をおこなっている

## 利用案内
- 所在地：東京都江東区新木場1丁目7番22号　新木場タワー3F・4F
- 開館時間：10:00～17:00 （入館は16:30まで）
- 休館日：月曜日、火曜日、祝日、夏季休暇、年末年始
- 入館料：無料
- 団体での利用は要予約

## アクセス
- 京葉線（JR東日本）、東京メトロ有楽町線、東京臨海高速鉄道りんかい線 - 新木場駅下車、徒歩７分